# Krucjaty północne
Północne wyprawy krzyżowe lub bałtyckie wyprawy krzyżowe – krucjaty podejmowane przez katolickich królów Danii i Szwecji oraz niemieckie zakony rycerskie: zakon kawalerów mieczowych i zakon krzyżacki oraz ich sprzymierzeńców przeciwko ludom północnej Europy, zamieszkałym wokół południowych i wschodnich brzegów Bałtyku (Finowie, Estończycy, Łotysze, Prusowie) wyznających różne religie niechrześcijańskie. Rezultatem ich było narzucenie długotrwałego panowania skandynawskiego i niemieckiego na terenach Finlandii, Łotwy i Estonii oraz na terenie Prus.
Także szwedzkie i niemieckie kampanie przeciwko prawosławnym Rusinom są czasami uważane za część krucjat północnych. Niektóre z tych wojen były nazwane krucjatami podczas średniowiecza, ale inne, wliczając w to większość krucjat szwedzkich, zostały po raz pierwszy nazwane krucjatami przez XIX-wiecznych nacjonalistyczno-romantycznych historyków.
W wyniku militarnych podbojów podczas krucjat świat wschodniego Bałtyku został przekształcony: najpierw Liwowie, Łotysze, Estończycy, potem Prusowie i Finowie ulegli podbojowi, chrystianizacji i okupacji militarnej przez grupy Niemców, Duńczyków i Szwedów.

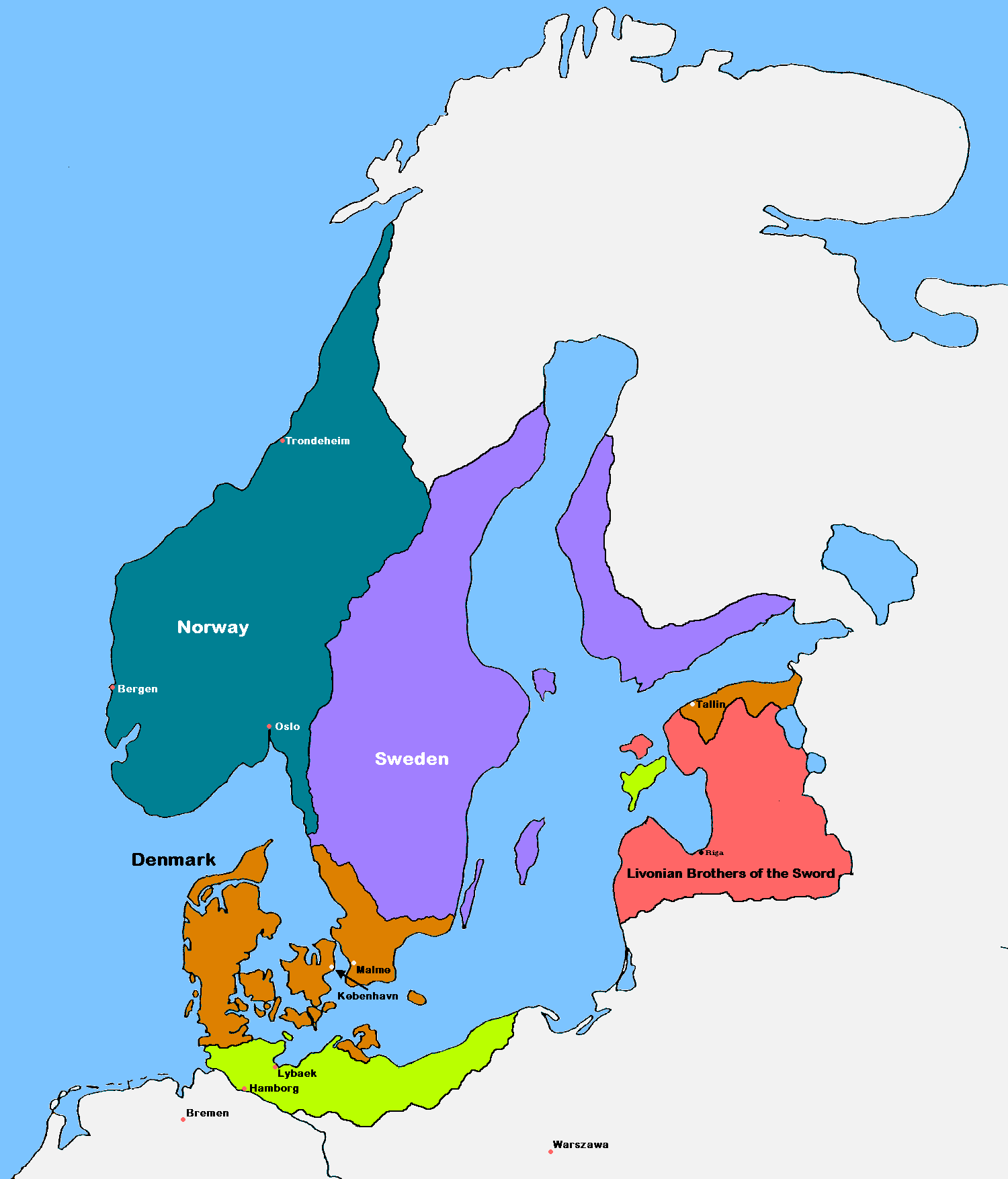
Ziemie Królestwa Danii, Królestwa Szwecji, Królestwa Norwegii) oraz zakonu kawalerów mieczowych po krucjatach bałtyckich

## Tło historyczne
Oficjalnym początkiem krucjat północnych było wezwanie papieża Eugeniusza III z 1147 roku (bulla Divina dispensatione), które zaowocowało tzw. krucjatą połabską. Inicjatorem wyprawy był Bernard z Clairvaux, a miała ona być częścią II krucjaty.
Działania mające na celu podporządkowanie sobie niechrześcijańskich sąsiadów królestwa Skandynawii oraz Świętego Cesarstwa Rzymskiego podejmowały także w okresie wcześniejszym. Przedsięwzięcia te miały w dużej mierze charakter ideologiczny, główną zaś ideologię średniowiecza stanowiło chrześcijaństwo (było doktryną nie tylko religijną, ale i polityczną, realizowaną przez władze zarówno kościelne, jak świeckie, a więc i cesarzy, którzy byli deklarowanymi obrońcami wiary chrześcijańskiej). Ludy niechrześcijańskie, które stały się w różnych czasach obiektami tych kampanii, to między innymi:
- Słowianie połabscy, Serbołużyczanie i Obodryci zamieszkujący tereny pomiędzy Łabą i Odrą – przez Duńczyków i Sasów w latach 1147–1185;
- Finowie w 1154 roku (Finlandia Południowo-Zachodnia, (fiń.) Varsinais-Suomi), Tavastia w 1249 roku i Karelia w 1293 roku krucjaty szwedzkie, chociaż chrystianizacja zaczęła się wcześniej);
- Liwowie, Łatgalowie, Zelowie i Estończycy – przez Niemców i Duńczyków w latach 1193–1227;
- Zemgalowie i Kurowie – w latach 1219–1290;
- Prusowie – przez Polaków i Krzyżaków w latach 1200–1283;
- Litwini i Żmudzini – nieudanie przez Niemców w latach 1236–1316.

Konflikty zbrojne pomiędzy zamieszkującymi wybrzeża Bałtyku Bałtami i Słowianami a Sasami i Duńczykami, ich sąsiadami z północy i południa, były obecne od kilku stuleci, także w okresie przedkrucjatowym. Wojny powodowane były głównie przez próby niszczenia zamków oraz chęć opanowania morskich dróg handlowych celem osiągnięcia ekonomicznej dominacji w regionie. Krucjaty północne w zasadzie kontynuowały ten wzorzec konfliktu, mimo że jako misje zbrojne były prowadzone głównie w celu wprowadzenia religii chrześcijańskiej, a więc i tzw. cywilizacji chrześcijańsko-zachodniej.
Kampania była prowadzona przez rycerstwo i wszystkich chętnych do walki za wiarę: rycerzy płatnych (tzw. zaciężnych), pospólstwo, rycerzy zakonnych (w późniejszym okresie).

## Krucjata połabska
Kampanie rozpoczęły się w 1147 roku krucjatą przeciwko Słowianom Połabskim (lub „Wendom”), na terenach które obecnie stanowią północne i wschodnie Niemcy. Krucjata ta odbywała się równolegle do II krucjaty do Ziemi Świętej.

## Podbój Liwów, Łatgalów i Estończyków

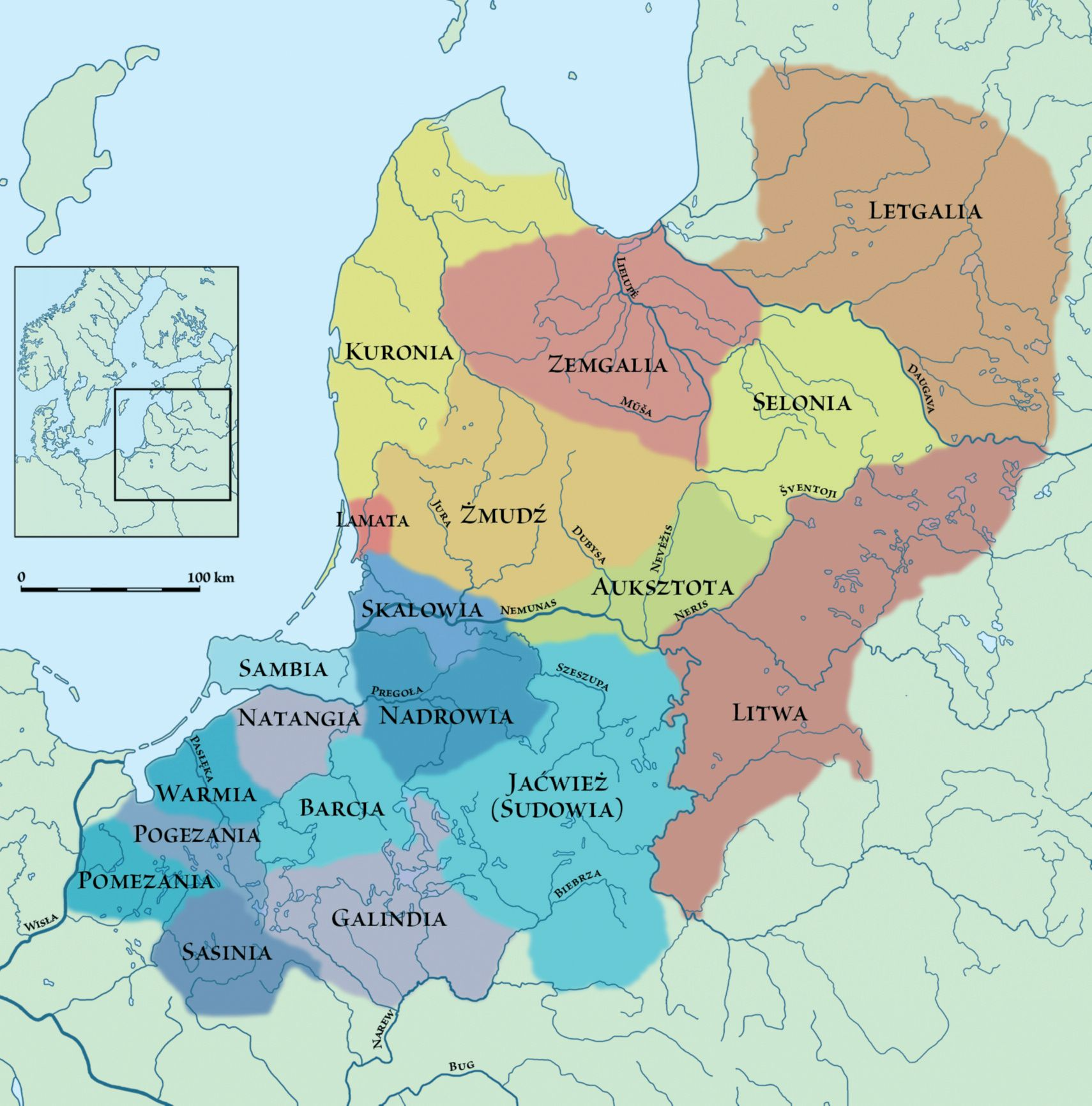
Plemiona bałtyjskie około 1200 roku (wg M. Engel i C. Sobczak)

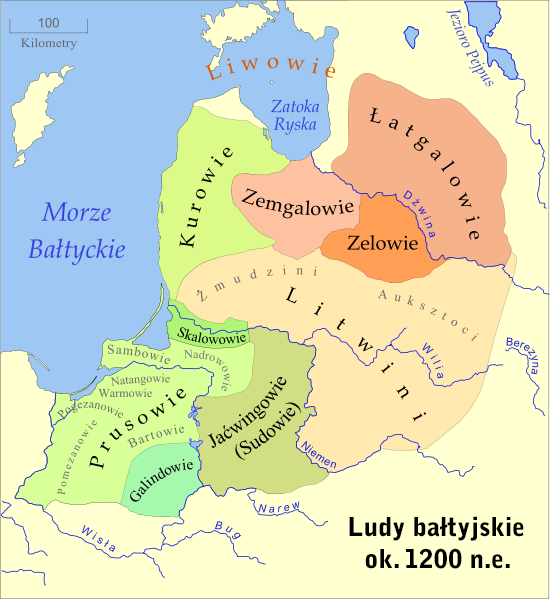

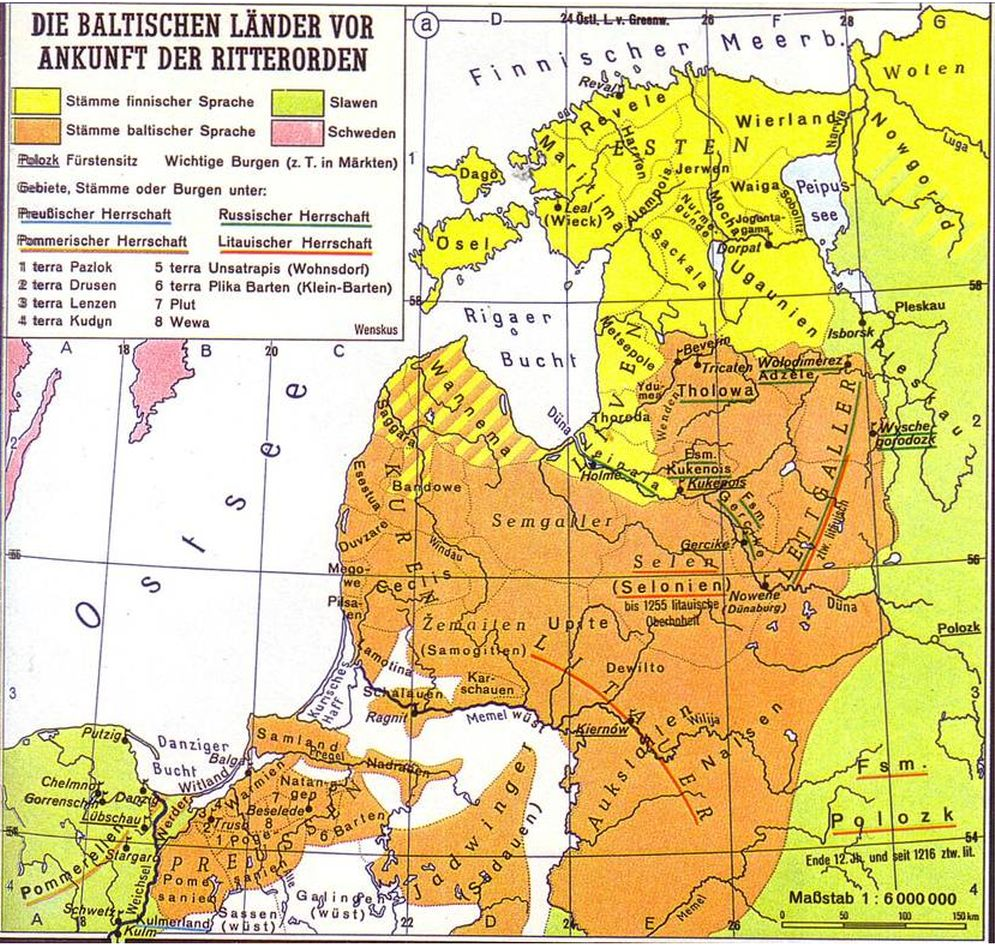
Ziemie Prusów i Bałtów przed przybyciem zakonów rycerskich

Do XII wieku ludy zamieszkujące tereny obecnie znane jako Estonia, Łotwa i Litwa, czyli ludy bałtyckie (obecni Litwini, Łotysze) i fińskie (obecni Estończycy) tworzyły pogański klin pomiędzy rosnącymi w siłę państwami chrześcijańskimi – prawosławnymi na wschodzie i katolickimi na zachodzie. Różnice wierzeń były jednym z powodów, dla których do tej pory nie zostały one skutecznie nawrócone. W ciągu ponad 150 lat przed przybyciem do tego regionu niemieckich krzyżowców, Estonia była 13 razy atakowana przez władców Rosji oraz Danię i Szwecję. Ze swej strony, Estończycy podejmowali najazdy przeciwko Danii i Szwecji. Podejmowane były również pokojowe próby konwersji Estończyków, dokonywane przez chrześcijan, począwszy od misji wysłanej przez Adalberta, arcybiskupa Bremy w latach 1045–1072. Jednakże te pokojowe wysiłki nie odniosły istotnego sukcesu.

### Kampania przeciwko Liwom (1198–1212)
Zainspirowany przez niemieckich kupców, którzy wówczas szli śladami starych tras kupieckich wikingów, mnich Augustyn Meinhard z Holsztynu wylądował w 1180 roku u ujścia rzeki Dźwiny w obecnej Łotwie, w miasteczku Ikskile (obecnie pod Rygą) uzyskał tytuł biskupa ikskilskiego, a następnie w 1186 roku został konsekrowany na pierwszego biskupa całej Liwonii.
W 1193 roku papież Celestyn III proklamował krucjatę przeciwko poganom bałtyckim. Wyprawa krzyżowa prowadzona przez następcę Meinharda, Bertholda z Hanoweru, wylądowała w 1198 roku w Liwonii (obecnie część Łotwy, otaczająca Zatokę Ryską). Chociaż krzyżowcy wygrali swoją pierwszą bitwę, biskup Berthold został śmiertelnie ranny i krzyżowcy zostali odparci.
W 1191 roku Albert von Buxhövden został wyznaczony przez biskupa Bremy do chrystianizacji krajów bałtyckich. Zanim Albert zmarł 30 lat później, podbój i formalna chrystianizacja obecnej Estonii i północnej Łotwy zostały zakończone. Albert rozpoczął swoje zadanie od objazdu Cesarstwa, propagując krucjatę przeciwko krajom bałtyckim, wspomagany przez bullę papieską, która deklarowała, że walka przeciwko poganom bałtyckim będzie miała to samo znaczenie jak krucjata do Ziemi Świętej.
Chociaż Albert wylądował u ujścia Dźwiny w roku 1200 tylko z 23 statkami i 500 żołnierzami, wysiłki biskupa zapewniły stały napływ rekrutów. Pierwsi krzyżowcy zazwyczaj przybywali wiosną i wracali do swych domów jesienią. By zapewnić stałą obecność militarną, w 1202 roku utworzony został zakon kawalerów mieczowych. Założenie w 1201 roku przez biskupa Alberta rynku w Rydze zainteresowało kupców z Cesarstwa i zapewniło gospodarczy rozwój. Na prośbę Alberta, papież Innocenty III ofiarował kraje bałtyckie Marii Dziewicy, by spopularyzować rekrutację do jego armii, a nazwa „Ziemia Marii” przetrwała do czasów nowożytnych.
W 1206 roku krzyżowcy opanowali twierdzę w Turaida na prawym brzegu rzeki Gauja, na starożytnym szlaku handlowym do północno-zachodniej Rusi. Aby uzyskać kontrolę nad lewym brzegiem Gauji, przed 1210 rokiem wybudowany został kamienny zamek w Siguldzie. Do 1211 roku liwońska prowincja Metsepole (obecnie okręg Limbaži) oraz wymieszani Liwonianie-Łatgalowie, zasiedlający powiat Idumea (obecnie Straupe), zostali nawróceni na wiarę rzymskokatolicką. Ostatnią bitwą przeciwko Liwończykom było oblężenie warownego wzgórza Satezele niedaleko Siguldy w 1212 roku. Liwończycy, którzy płacili trybut wschodniosłowiańskim władcom Połocka, z początku uważali Niemców za użytecznych sojuszników. Pierwszym znaczącym Liwończykiem, który został ochrzczony, był ich wódz Caupo z Turaidy. Kiedy niemiecki uchwyt zacieśnił się, Liwończycy podnieśli rebelię przeciwko krzyżowcom i ochrzczonemu wodzowi, ale powstańcy zostali pokonani. Caupo z Turaidy pozostał jedynym sojusznikiem krzyżowców aż do swej śmierci w bitwie w dniu św. Mateusza w 1217 roku.
Niemieccy krzyżowcy zaciągnęli nowo ochrzczonych liwońskich wojowników do udziału w swych kampaniach przeciw Łatgalom i Zelom (1208–1209), Estończykom (1208–1227) i później przeciwko Zemgalom i Żmudzinom (1219–1290).

### Kampania przeciwko Łatgalom i Zelom (1208–1224)
Po podporządkowaniu Liwonian krzyżowcy zwrócili swoją uwagę na władców Łatgalii na wschód od rzek Gauja i Daugawa. Chrystianizacja władców Talavy w 1208 roku była jedynym pokojowym podbojem bałtyckich plemion podczas krucjat północnych. Władca Talavy, Talibaldus z Tolowy, został najbardziej lojalnym sprzymierzeńcem niemieckich krzyżowców przeciwko Estończykom i umarł jako męczennik i katolik w 1215 roku. Wojna przeciwko Łatgalom i Zelom wzdłuż drogi wodnej Daugawy, rozpoczęła się w 1208 roku przez okupację księstwa Koknese i umocnionego wzgórza w Sēlpils. Kampania była kontynuowana w 1209 roku przez atak na księstwo Jersika, oskarżonego przez krzyżowców, że są sprzymierzeńcami pogańskich Litwinów. Sēlpils było krótko siedzibą diecezji selońskiej (1218–1226) i wówczas zostało poddane władzy zakonu kawalerów mieczowych. Już w 1224 roku, w związku z podziałem krajów Talavy i Adzele pomiędzy biskupstwa Rygi i zakonu kawalerów mieczowych, kraje Łatgalii ostatecznie stały się własnością niemieckich krzyżowców. Terytorium byłego księstwa Jersika zostało podzielone pomiędzy biskupstwo Rygi i zakon kawalerów mieczowych w 1239 roku.

### Kampania przeciwko Estończykom (1208–1227)
Do roku 1208 niemieccy rycerze stali się silni na tyle, by podjąć kampanię przeciwko Estończykom, którzy wówczas byli podzieleni na osiem większych i kilka mniejszych państewek, rządzonych przez starszyzny i tylko w ograniczonym stopniu współpracujących ze sobą. W latach 1207–1227 wojska różnych krajów przetaczały się przez tereny Liwonii, północnej Łatgalii, z Liwończykami i Łatgalami jako tradycyjnymi sprzymierzeńcami krzyżowców, a Księstwem Połocka i Pskowa występującymi jako sprzymierzeńcy różnych stron w różnym czasie. Wzgórza obronne, będące głównymi centrami Estońskich krain, były oblegane i zdobywane wiele razy. Rozejm pomiędzy znużonymi wojną stronami został zawarty na trzy lata (1213–1215) i okazał się ogólnie bardziej korzystnym dla Niemców, którzy umocnili swoją polityczną pozycję, podczas gdy Estończycy nie byli w stanie rozwinąć swego luźnego aliansu w scentralizowane państwo. Wódz Liwończyków, Kaupo, został zabity w bitwie blisko Viljandi (Fellin) 21 września 1217, ale bitwa była wielką klęską dla Estończyków, których wódz Lembitu także został zabity. Od 1211 jego imię zwróciło uwagę niemieckich kronikarzy jako znacznego dostojnika estońskiego, który stał się centralną postacią oporu Estończyków.
Chrześcijańskie królestwa Danii i Szwecji także były spragnione podbojów na wschodnim wybrzeży Bałtyku. Podczas gdy Szwedzi dokonali tylko nieudanego, łupieżczego najazdu na zachodnią Estonię w 1220 roku, duńska flota prowadzona przez króla Danii Waldemara II Zwycięskiego wylądowała w 1219 roku w estońskim mieście Lindanisse (obecnie Tallinn). Po bitwie pod Lyndanisse Duńczycy założyli fortecę, która była oblegana przez Estończyków w latach 1220 i 1223, ale utrzymała się. Ostatecznie cała północna Estonia znalazła się w duńskich rękach.
Ostatnim estońskim regionem, który opierał się najeźdźcom było wyspiarskie księstwo Sarema, którego floty wojenne najeżdżały Danię i Szwecję podczas lat walki przeciw krzyżowcom. 20-tysięczna, silna armia prowadzona przez legata papieskiego, Wilhelma z Modeny przekroczyła zamarznięte morze, podczas gdy flota Saremy została uwięziona przez lód w styczniu 1227 roku. Po pobiciu Estończyków krzyżowcy ruszyli przeciw Kurończykom i Zemgalom, bałtyckim plemionom żyjącym na południe i zachód od Dźwiny.

### Wojny przeciwKurończykomiZemgalom(1201–1290)
Już w 1201 Kuroińczycy rozpoczęli batalię przeciw krzyżowcom, nieustannie atakując Rygę w 1201 i 1210 roku. Jednakże Biskup Albert uważał Kurlandię za lenno Waldemara II-go i nie rozpoczął kampanii na wielką skalę. Dopiero po jego śmierci krzyżowcy zawarli w 1230 roku traktat o pokojowym poddaniu Vanemane, księstwa o mieszanej ludności Liwończyków i Kurończyków w południowo-wschodniej części Kurlandii. W tym samym roku papieski wicelegat, Baldouin z Alnei anulował to porozumienie i zawarł porozumienie z władcą centralnej Kurlandii, Lamekinsem (Lemechinus Rex), ofiarującego jego królestwo w ręce papiestwa, z Baldouinem jako papieskim delegatem w Kurlandii i biskupem Zemgalii. Jednakże Niemcy poskarżyli się na niego do rzymskiej kurii i w 1234 roku papież Grzegorz IX usunął go jako swego delegata. Po fatalnej klęsce w bitwie bitwie pod Szawlami z rąk Żmudzinów i Zemgalów resztki zakonu rycerzy mieczowych zostały zreorganizowane w 1237 roku jako oddział zakonu krzyżackiego i stał się znany jako zakon kawalerów mieczowych (zakon liwoński). W 1242 po przewodem mistrza zakonu kawalerów mieczowych Dietricha von Grüningen krzyżowcy rozpoczęli podbój Kurlandii. Pobili Kurończyków na południu aż do Embūte, blisko tymczasowej granicy z Litwą i założyli główną twierdzę w Kuldīga. Papież Innocenty IV przydzielił zakonowi kawalerów mieczowych dwie trzecie podbitej Kurlandii a jedną trzecią Biskupstwu Kurlandii. W bitwie bitwie pod Durbe w 1260 roku siły Żmudzinów i Kurończyków przeważały nad zjednoczonymi siłami Liwończyków i zakonu krzyżackiego. W 1267 roku krzyżowcy ostatecznie podporządkowali sobie Kurończyków i zawarli traktat pokojowy, określający obowiązki i prawa pobitych rywali. Nie podbita południowa część ich terytoriów (Ceklis i Megava) została zjednoczona pod przewodem Wielkiego Księstwa Litewskiego.
Podbój krajów Zemgalii rozpoczął się w 1219 kiedy krzyżowcy z Rygi okupowali Mežotne, główny port na trasie wodnej rzeki Lelupa i założyli Biskupstwo Zegalii. Po kilku nieudanych kampaniach przeciw pogańskiemu księciu Zegalian, Viestardsowi, Kuria Rzymska zdecydowała znieść Biskupstwo Zegalii w 1251 roku i podzielić jego terytoria pomiędzy Biskupstwo Rygi i zakon kawalerów mieczowych. W 1265 roku w Jełgawie nad rzeką Lelupa został wybudowany kamienny zamek, który został główną bazą militarną dla krzyżowców przeciwko Zemgalom. W 1271 roku wielkie umocnione wzgórze w Tērvete zostało zdobyte, ale Zemgalowie pod przewodem księcia Nameisis zbuntowali się w 1279 roku, kiedy Litwini pobili kawalerów mieczowych w bitwie pod Aizkraukle. Zemgalskie siły pod wodzą księcia Nameisis w 1280 roku bez powodzenia zaatakowały Rygę. W odpowiedzi około 14 tysięcy krzyżowców obległo w 1281 roku zamek w Turaidzie. By opanować pozostałe zemgalskie umocnione wzgórza mistrz zakonu, Villekin von Endorpe zbudował w 1287 roku zamek nazwany Heiligenberg dokładnie naprzeciwko zamku w Tērvete. W 1287 roku Zemgalowie podjęli ponowną próbę opanowania Rygi, ale bez powodzenia. Podczas ich powrotu do domu rycerze zakonu zaatakowali ich, ale zostali pobici w bitwie pod Garozą, gdzie mistrz zakonu Villekin i co najmniej 35 rycerzy straciło życie. Nowy mistrz zakonu, Cuno von Haciginstein zorganizował ostatnią kampanię przeciwko Zemgalom w 1289 i 1290 roku, podczas których twierdze w Dobele, Rakte i Sidarbe zostały zdobyte i większa część Zemgalskich wojowników przyłączyła się do sił Żmudzi i Litwy.

## Prusy i Litwa

### Kampanie Bolesława Kędzierzawego
Od 1147 roku książę mazowiecki Bolesław Kędzierzawy prowadził wiele wypraw przeciwko pogańskim Prusom, niektóre z nich zakończyły się sukcesem i podbojem części ziem pruskich.

### Kampanie Konrada Mazowieckiego
Konrad I Mazowiecki, polski książę Mazowsza, bez sukcesu próbował podbić pogańskich Prusów w czasie krucjat w latach 1219 i 1222. Za radą pierwszego biskupa Prus, Christiana z Oliwy, Konrad założył w 1222 roku zakon braci dobrzyńskich (lub Pruskich Rycerzy Chrystusowych). Jednakże zakon ten był w dużej mierze nieefektywny, a odpowiedzią na kampanie Konrada przeciw Prusom były napady na jego terytoria w ziemi chełmińskiej. Poddany ciągłym pruskim atakom Konrad postanowił ustabilizować północne granice Księstwa Mazowieckiego w pogranicznej walce na terenach Ziemi Chełmińskiej. Mazowsze zostało częścią państwa Piastów w X wieku, na północ od niego lokalni Prusowie, Jaćwingowie i Litwini nadal żyli na terenach, gdzie nie było żadnych wytyczonych granic. Liczba najazdów ze strony pogan doprowadziła Konrada do zaproszenia zakonu krzyżackiego do Prus.

### Kampanie Bolesława Wstydliwego i Leszka Czarnego
Kampanie przeciwko Jaćwingom i Litwinom prowadzili również w latach 1248–1282 książęta Bolesław Wstydliwy i Leszek Czarny. Zwyciężali oni siły pogan najeżdżających Mazowsze, Kujawy i Lubelszczyznę. Przeprowadzili też kilka wypraw na terytoria Jaćwingów.

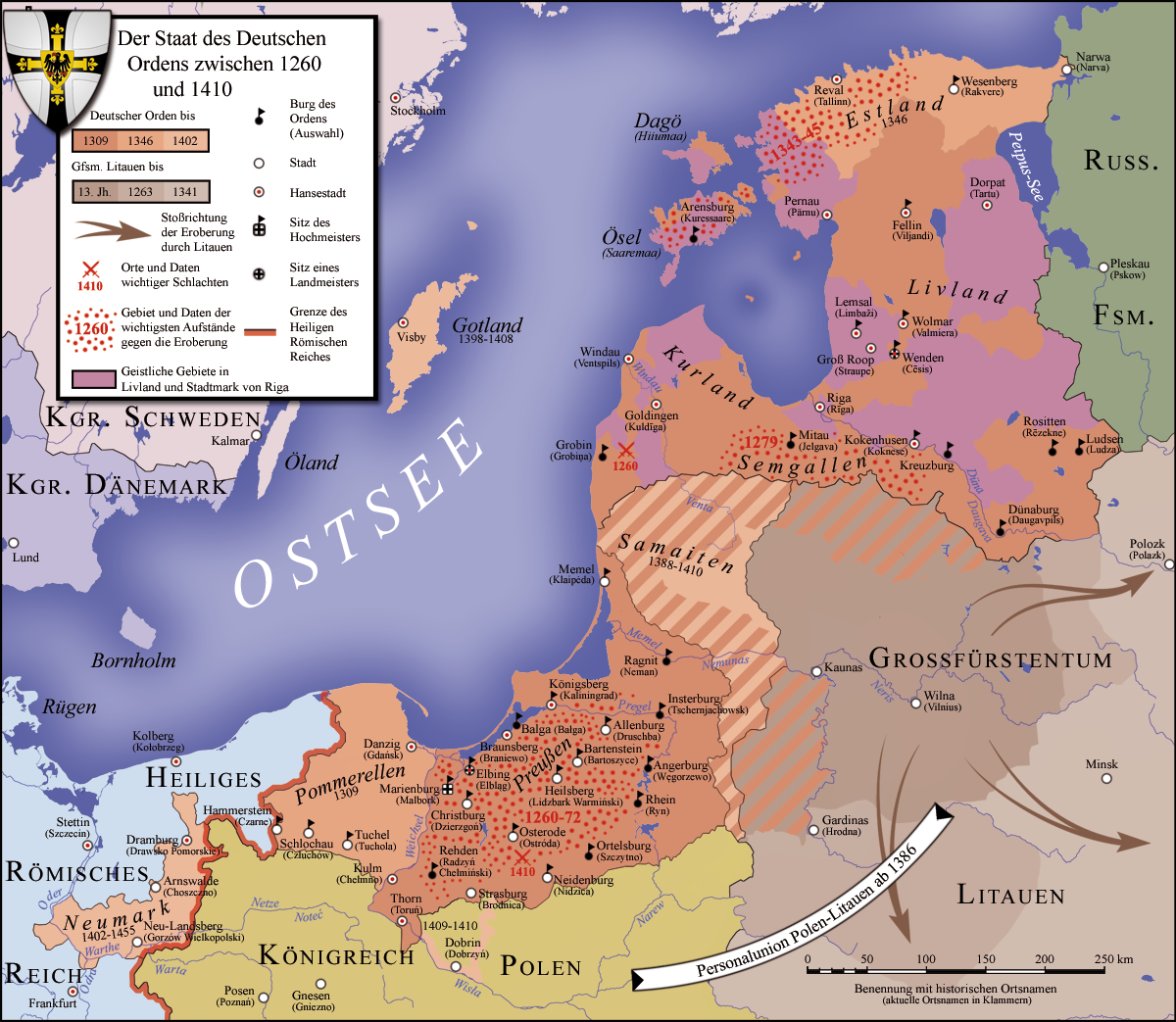
Rozwój państwa zakonu krzyżackiego w latach 1260–1410

### Zakon krzyżacki
W wyniku sukcesów muzułmanów w Ziemi Świętej, złej koniunktury politycznej w regionie i likwidacji zaczątków organizacji zakonnej na terenach Siedmiogrodu na Węgrzech, zakon potrzebował kolejnych wyzwań. Szansą na naprawę wizerunku i podniesienia rangi zakonu w Europie były pogańskie Prusy. Książę Konrad I Mazowiecki z północno-wschodniej Polski, prowadzący wojnę obronną przed rzeczonymi Prusami, jak i wyprawy misyjne, uwikłany przez to w bezskuteczne walki, postanowił więc w 1226 zaprosić rycerzy zakonnych z Zakonu Szpitala Najświętszej Marii Panny Domu Niemieckiego w Jerozolimie, łac. Ordo fratrum domus hospitalis Sanctae Mariae Theutonicorum in Jerusalem, Ordo Teutonicus, OT. Do wsparcia jego wysiłków zbrojnych przeciwko Prusom, ofiarowując zakonowi w lenno ziemię chełmińską, która to w późniejszym okresie stała się źródłem konfliktu z księciem i królestwem Polski.
Kiedy zakon kawalerów mieczowych został pokonany przez Litwinów w bitwie pod Szawlami w 1236 roku, co zbiegło się w czasie z serią rewolt w Estonii, zakon kawalerów mieczowych został wcielony do zakonu krzyżackiego, co pozwoliło zakonowi krzyżackiemu roztoczyć polityczną kontrolę nad rozległym terytorium regionu bałtyckiego. W tym okresie odbyła się m.in. bitwa nad Strawą (1348). Krzyżakom nie udało się podporządkować pogańskiej Litwy, która oficjalnie przeszła na chrześcijaństwo (katolicyzm) w 1386 roku w wyniku małżeństwa wielkiego księcia Jagiełły z 11-letnim królem Polski Jadwigą Andegaweńską.
Zakon krzyżacki usiłował również podbić prawosławną Ruś (w szczególności Republikę Pskowa i Nowogrodu) w wyniku przedsięwzięcia popartego przez papieża Grzegorza IX, co również może zostać uznane jako część krucjat północnych. Jedną z głównych zachęt do idei podboju Rusi była Bitwa na jeziorze Pejpus w 1242 roku. Zarówno bez, jak i z błogosławieństwem papieża, Szwedzi także podjęli kilka wypraw krzyżowych przeciwko prawosławnemu Nowogrodowi.